# هفينات
الهفينات (الاسم العلمي: Osmeroidea) هي فوق فصيلة من الأسماك يتبع رتيبة الهفياويات من رتبة هفيات الشكل.

## التصنيف
- الهفيات
  - الهفاوات
    - الهفاوية
      - الهف